# Étranges Vacances
Pour plus de détails, voir Fiche technique et Distribution.
Étranges Vacances (I'll Be Seeing You) est un film américain réalisé par William Dieterle, sorti en 1944.

## Synopsis
Un soldat atteint par le traumatisme de la guerre avec les japonais sort de son l'hôpital pendant 10 jours. Dans le train, il rencontre une femme dont il va tomber amoureux. Il ne sait pas qu’elle bénéficie d'une permission exceptionnelle pour bonne conduite alors qu’elle purge une peine de prison. Elle l’aide à se rétablir. Déstabilisé en apprenant son secret, il réalisera cependant combien il l’aime. Ils se donnent rendez-vous trois ans plus tard.

## Fiche technique
- Titre : Étranges Vacances
- Titre original : I'll Be Seeing You
- Réalisation : William Dieterle et George Cukor (non crédité)
- Scénario : Marion Parsonnet d'après la pièce Double Furlough de Charles Martin  (1910-1983). créée en octobre 1943 à la radio par James Cagney et Gertrude Lawrence.
- Production : Dore Schary et David O. Selznick Producteur exécutif (non crédité)
- Société de production : Dore Schary Productions, Vanguard Films et Selznick International Pictures
- Distribution : United Artists
- Photographie : Tony Gaudio
- Montage : Hal C. Kern, William H. Ziegler et Holbrook N. Todd (non crédité)
- Musique : Daniele Amfitheatrof
- Décorateur de plateau : Mark-Lee Kirk
- Costumes : Edith Head pour Ginger Rogers
- Pays de production :  États-Unis
- Langue : anglais
- Format : Noir et blanc - Son : Mono (Western Electric Recording)
- Genre : Drame
- Durée : 85 minutes
- Date de sortie :
  - États-Unis : décembre 1944 (Los Angeles)
- Affiche : René Péron (France)

## Distribution
- Ginger Rogers : Mary Marshall
- Joseph Cotten : Zachary Morgan
- Shirley Temple : Barbara Marshall
- Spring Byington : Mme Marshall
- Tom Tully	: M. Marshall
- John Derek : Lieutenant Bruce
- Chill Wills : Swanson
- Kenny Bowers : Le marin dans le Train